# Frigorífico Movima
Frigorífico Movima (FRIMO) fue una aerolínea boliviana fundada en 1967 con sede en La Paz, Bolivia. Su principal actividad era el transporte de carne en el país.

## Historia
La aerolínea fue fundada en 1967. Su taller principal estaba ubicado al lado del Círculo Aeronáutico de Pilotos Civiles en La Paz. La compañía estaba especializada en el transporte de carne, desempeñando un papel crucial en el transporte de productos cárnicos en el país, principalmente en la región del departamento del Beni. FRIMO cesó sus operaciones en 1981, considerada como una aerolínea legendaria en Bolivia. Su legado perdura en la memoria de la industria aeronáutica boliviana y en la historia económica de la región del Beni, donde contribuyó al desarrollo del sector cárnico y al fortalecimiento de las cadenas logísticas en el país.

## Flota

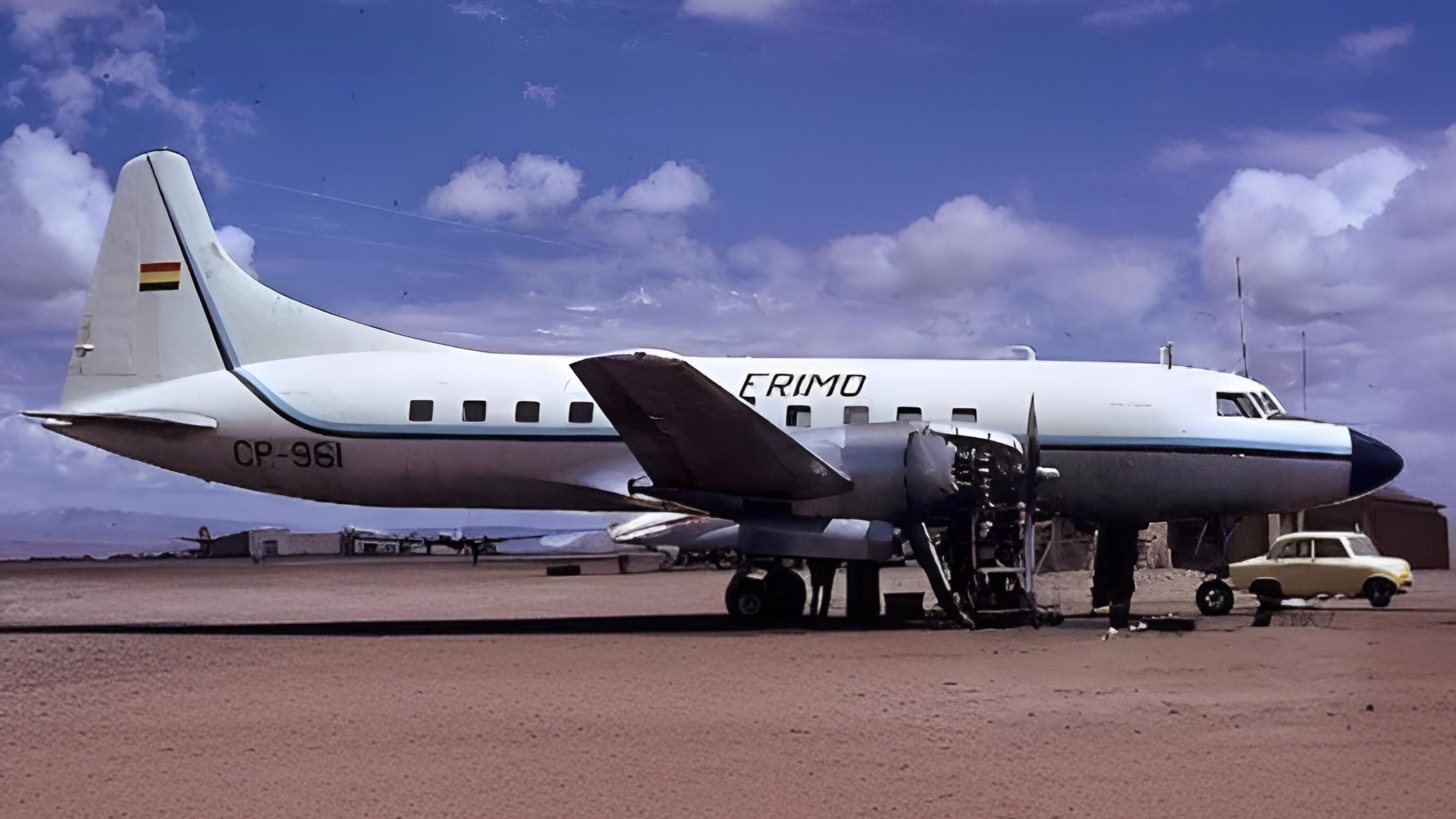
Un Convair 440 de FRIMO en el Aeropuerto Internacional El Alto de La Paz, 1981

Frigorífico Movima (FRIMO) operó una flota de aeronaves que incluía los siguientes modelos:
- Curtiss C-46 Commando: FRIMO operó dos unidades: CP-987 y CP-777.[5][6] El segundo avión se accidentó el 23 de diciembre de 1977 en la ladera de una montaña a pocos kilómetros de la ciudad de La Paz donde sus tres tripulantes a bordo fallecieron.[7]
- Smith CW-20T Commando: Una versión modificada del Curtiss C-46 Commando. FRIMO operó una sola unidad, matriculada como CP-960.[8]
- Douglas DC-6: FRIMO operó al menos una unidad de este modelo. Este avión tenía la matrícula CP-1237.[9]
- Convair 440: FRIMO incorporó dos unidades de este modelo: CP-949 y CP-961. El primero fue transferido a FRIMO en 1974. El segundo fue adquirido por FRIMO el 2 de febrero de 1972, pero en enero de 1975 sufrió un accidente a pocos kilómetros de San Borja. Una persona falleció y la aeronave fue dada de baja.[10][11]

Además de estas aeronaves, FRIMO intentó adquirir un tercer Convair 440, pero la operación fue cancelada.

## Destinos
Frigorífico Movima (FRIMO) operó principalmente en Bolivia, centrando sus actividades en el transporte de productos cárnicos hacia las áreas del país. Los siguientes destinos eran:
- Trinidad - Aeropuerto Teniente Jorge Henrich Arauz
- Santa Cruz de la Sierra - Aeropuerto Internacional Viru Viru
- La Paz - Aeropuerto Internacional El Alto
- Riberalta - Aeropuerto Capitán Av. Selin Zeitun López
- Guayaramerín - Aeropuerto Capitán de Av. Emilio Beltrán
- San Borja - Aeropuerto Capitán Germán Quiroga Guardia
- Reyes - Aeropuerto de Reyes

Estas rutas habrían sido esenciales para conectar las zonas productoras de carne con los principales centros de consumo en Bolivia, optimizando la cadena de suministro y garantizando la frescura de los productos cárnicos transportados.

## Accidentes e incidentes
- El 6 de abril de 1973, un Curtiss C-46 Commando (CP-801) se estrelló por razones no conocidas en alguna parte de Bolivia. También se desconoce la cantidad de personas a bordo.[12]
- El 7 de enero de 1975, un Convair CV-440 (CP-961) sufrió una fuga de combustible en el motor N°2 unos 30 minutos después del despegue, lo que hizo que la tripulación decidiera regresar a San Borja. Como el avión perdía altura rápidamente, se realizó un aterrizaje de precaución tan pronto como se hizo visible el terreno. El avión quedó destruido. Una persona de las 25 que iban a bordo falleció.[11]
- El 2 de febrero de 1975, un Smith CW-20T Commando (CP-960) recibió daños importantes en Reyes, luego de que el tren de aterrizaje colapsara durante la carrera de despegue.[8]
- El 23 de diciembre de 1979, un Curtiss C-46 Commando (CP-777) impactó contra la ladera de una montaña ubicada a 15 km de La Paz. La aeronave quedó destruida y fallecieron los tres tripulantes. Por razones desconocidas, la tripulación estaba completando la aproximación a una altitud insuficiente.[7]